# Чарыковы
Чарыковы — старинный русский дворянский род.
По легенде род происходит от ордынского князя Чарыка (Сарыкхан), правившего в Мещёре (столица — город Сарыклыч) и убитого в Нижнем Новгороде в 1375 году. Фамилия Чарыков встречается в документах с первой половины XV века. В десятнях по Мещёре за 1590 год и 1615 годы упоминаются 18 помещиков Чарыковых
.
Род достаточно рано разделился на множество ветвей, некоторые из которых захудали. Часть стало однодворцами,
другие снова получили дворянство (II часть ДРК).
Так, например, известно, что к началу XIX в. село Тимошкино принадлежало помещикам Фелитовым и Чарыковым.
Ошибочно в некоторых документах указано что, история рода этой фамилии восходит к XVII веку и начинается от Степана Самуйлова, «за храбрость» на войне в 1675 году жалованного царем Алексеем Михайловичем вотчинами.
Губернскими дворянскими депутатскими собраниями род Чарыковых был записан в VI часть дворянских родословных книг Тамбовской, Пензенской, Рязанской, Самарской, Саратовской и Херсонской губерний Российской империи.

## Описание герба
Щит разделён горизонтально на две части, из коих в верхней в голубом поле, изображено сияющее солнце и под ним горизонтально положена серебряная сабля, остроконечием обращённая в правую сторону. В нижней части в красном поле крестообразно означены золотой лук и колчан с стрелами. Щит увенчан обыкновенным дворянским шлемом с дворянскою на нём короною и тремя страусовыми перьями. Намёт на щите голубого и красного цвета, подложенный золотом. Щит держат с правой стороны воин с копьём, а с левой лев.
Герб этого дворянского рода был записан в Часть V Общего гербовника дворянских родов Всероссийской империи, страница 112.

## Известные представители
- Чарыков, Аким — первая половина XV в[2].
- Чарыков, Чмут Гаврилович — послух, упоминается в 1517 году.
- Чарыков, Зуй — губной староста, XVI век[9].
- Чарыков, Федор Зуев сын — помещик в Мещёре, имеющий из Чарыковых в 1590 году самый большой участок земли[3][10].
- Чарыков, Федор — голова в Тамбове в 1636 году, за оборону города жалован «дачею» царем Михаилом Федоровичем[11].
- Чарыков, Путила — губной староста в Шацке, начало XVII века[12].
- Чарыков, Путила Федоров сын — помещик в Мещёре, имеющий из Чарыковых в 1615 году самый большой участок земли[3].
- Чарыков, Степан Самуйлов сын — «в 7183(1675) году за службу и храбрость, жалован был поместьями и на оное грамотою» царем Алексеем Михайловичем[4].
- Чарыков, Пимин — настоятель Тетюшкого монастыря, конец XVII века[13].
- Чарыков, Алексей Андреевич (178?—1824) — полковник лейб-гвардии Измайловского полка, адъютант командующего сводным гвардейский корпусом генерал-лейтенанта Малютина при Аустерлице и Фридланде, предводитель дворянства Воронежской губернии в 1822—1824 годах.
- Чарыков, Иван Андреевич (1768—1831) — подполковник артиллерии, прокурор Пензенской губернии, происходил из дворян Шацкого уезда Тамбовской губернии, в 1819 г. причислился к дворянству Пензенской губернии. Имел от брака с Варварой Ивановной Чарыковой(Нечаевой) 14 детей[14].
  - Чарыков, Валерий Иванович (8 сентября 1818, Пенза — 23 февраля 1884, Москва) — сын предыдущего; тайный советник, сделавший блестящую карьеру при Александре II[15].
    - Чарыков, Николай Валерьевич (10 января 1855, Вятка — 12 сентября 1930, Константинополь) — сын предыдущего; российский дипломат, действительный статский советник, сенатор, товарищ министра иностранных дел и чрезвычайный полномочный посол в Турции.

  - Чарыков, Андрей Иванович (1811 — 20 марта 1842, Париж) — капитан лейб-гвардии 1 артиллерийской бригады, родственник М. Ю. Лермонтова[16].
  - Чарыков, Александр Иванович — капитан, с 1840 года в 20-й артиллерийской бригаде на Кавказе, оставил воспоминания о М. Ю. Лермонтове[17].
  - Чарыков, Николай Иванович (1809 — 15 июля 1869, Пензенская губерния) — подполковник артиллерии, в 1843 году достроил в деревне Нечаевка Пензенской губернии каменный Николаевский храм с приделом Архангела Михаила, который начала строить его мать — подполковница Варвара Ивановна Чарыкова[18].
- Чарыков, Николай Павлович — полковник, 417-й пех. Луганский полк, Георгиевские кавалер 4 ст. — ВП от 22.12.1916. Ф.409. Оп.1. п/с 261—252 (1911)[19].